# Annickia letestui
Annickia letestui är en kirimojaväxtart som först beskrevs av Le Thomas, och fick sitt nu gällande namn av A.K.van Setten och Paulus Johannes Maria Maas. Annickia letestui ingår i släktet Annickia och familjen kirimojaväxter. Inga underarter finns listade i Catalogue of Life.